# Zeche Graf Moltke
Die Zeche Graf Moltke war ein Steinkohlen-Bergwerk in Gladbeck.

## Geschichte
Im Jahre 1871 konsolidierten mehrere Einzelgewerken ihren Grubenfeldbesitz im heutigen Stadtgebiet von Gladbeck. Im Feldesbereich Rieckchen in direkter Nachbarschaft des damaligen Dorfs Gladbeck wurde 1873 der erste Schacht angesetzt. Dieser vollständig ausgemauerte Tiefbauschacht, der zunächst Alter Fritz genannt wurde, erreichte 1875 bei 306 m Teufe das Steinkohlengebirge und wurde noch bis 458 m abgeteuft. Nach Inbetriebnahme wurde die Zeche zunächst Zeche Rieckchen genannt. 1879 wurde ein besonders ergiebiges Kohleflöz erschlossen. Ferner wurden weitere umliegende Grubenfelder durch Konsolidation angeschlossen.
Die Betreibergesellschaft beschloss, den Stabschef der preußischen Armee im Deutsch-Französischen Krieg 1870/71, Graf Helmuth von Moltke zu ehren, und so wurden nach ihm das Kohleflöz Helmuth und die konsolidierte Gewerkschaft des Steinkohlenbergwerks Graf Moltke benannt. Von 1884 bis 1887 wurde neben Schacht 1 der Schacht 2 niedergebracht. 

## Das Absaufen der Zeche 1890
Wegen zahlreicher wasserführenden Schichten hatte die Zeche seit Beginn der Abteufung immer wieder mit untertägigen Wassereinbrüchen zu kämpfen, die aber regelmäßig bewältigt werden konnten. Im März 1890 wurden die Untertageanlagen jedoch durch einen enormen Wassereinbruch in großen Teilen überflutet. Bis zu acht Kubikmeter Wasser pro Minute drangen in die Grubenbaue ein – die Zeche ersoff. Auch ein todesmutiger Einsatz des bereits schwer erkrankten Bergwerksdirektors Theodor Albrecht (1855–1891) mit Betriebsführer Heinrich Geck (* 1853) und dem langjährigen Schmiedemeister der Zeche, Heinrich Böckmann (1854–1929), konnte dies nicht verhindern. Die drei waren noch in die zunehmend unter Wasser stehende Grube eingefahren und hatten sich – teils schwimmend – zu einer maßgeblichen Dammtür vorangekämpft, die sie allerdings nicht mehr schließen konnten. Es dauerte danach fast anderthalb Jahre, bis die Zeche mittels neuangeschaffter Hochleistungspumpen gesümpft war. Dazu wurde eigens ein breiter Abflussgraben angelegt, der die Grubenwässer ins Boyesystem abführte. Während dieser Zeit mussten bis auf rund 200 Mann alle anderen Bergleute entlassen werden. Die einen fanden vorübergehend auf auswärtigen Zechen Beschäftigung, andere verließen mit ihren Familien Gladbeck gleich ganz.

## Weitere Entwicklung
Nach der Bewältigung des großen Rückschlages erfolgte für die Zeche Graf Moltke ein steiler wirtschaftlicher Aufstieg. Die Tagesanlagen wurden modernisiert und über den beiden Schächten neue Fördergerüste erbaut. Ferner wurde eine Kokerei in Betrieb genommen.
Im März 1899 nahm die Gewerkenversammlung ein Übernahmeangebot der Aktiengesellschaft des Steinkohlenbergwerks Nordstern an, die Gewerkschaft wurde in der Folge liquidiert.
Unter der neuen Führung wurde 1900 mit dem Aufschluss der südlichen Feldesteile begonnen. In Gladbeck-Brauck, an der Helmutstraße, wurde von 1900 bis 1903 der Schacht 3 und direkt daneben von 1903 bis 1905 der Schacht 4 niedergebracht. Diese Doppelschachtanlage wurde als eigene Förderanlage ausgebaut und mit einer eigenständigen Kokerei ausgestattet. Nach dem Ersten Weltkrieg wurde die Kokerei Schacht 1/2 wegen zu geringer Leistungsfähigkeit außer Betrieb genommen.

Schachtanlage I/II um 1910
Schachtanlage III/IV um 1910

Zusammen mit den anderen Nordstern-Zechen ging die Zeche Graf Moltke 1907 in den Besitz der Phoenix AG für Bergbau und Hüttenbetrieb über. Im Jahr 1926 kam sie durch Fusion zur Vereinigte Stahlwerke AG, die einige Jahre später ihre Bergbaubetriebe an die neu gegründete Tochtergesellschaft Gelsenkirchener Bergwerks-AG (GBAG) übergab. Der Grubenbetrieb wurde rationell zusammengefasst, die Schachtanlage 1/2 wurde aus der Förderung genommen und als Seilfahrtschachtanlage weiterbetrieben, Schacht 3/4 wurde durch Neubau der Aufbereitungsanlagen und Verstärkung der vorhandenen Fördergerüste zur Zentralförderanlage ausgebaut. Die Gesamtförderung pro Jahr betrug zeitweise 1,5 Mio. t Kohle. 1930 wurde die Kokerei auf Schacht 3/4 zugunsten des stärkeren Ausbaus von Großkokereien auf anderen Schachtanlagen des Konzerns stillgelegt.
Den Zweiten Weltkrieg überstanden die Moltke-Schächte ohne nennenswerte Schäden. Nach dem Krieg wurden die Gewinnungsbetriebe weitgehend vollmechanisiert. Durch diese Produktivitätssteigerung konnte die Zeche Graf Moltke die Kohlekrise der späten 1950er und der 1960er Jahre überstehen. 1969 wurde sie mit den verbliebenen Zechen der GBAG in die neu gegründete Ruhrkohle AG eingebracht.

## Stilllegung
Im Jahr 1970 förderte die Zeche Graf Moltke 1,25 Mio. t Kohle. Bereits im Rahmenvertrag für die Ruhrkohle AG war die sozialverträgliche Zusammenfassung und Reduzierung der Gesamtförderung beschlossen. Im Rahmen dieses Gesamtanpassungsplans des Ruhrkohlenbergbaus wurde die Stilllegung der Zeche Graf Moltke für das Jahr 1971 geplant. Am 30. September 1971 wurde die letzte Förderschicht verfahren.
Das Grubenfeld wurde den benachbarten Zechen zum Restaufschluss zugewiesen. Die Belegschaftsmitglieder wurden auf benachbarte RAG-Schachtanlagen verteilt. Die Schächte wurden verfüllt und die Tagesanlagen in den Folgejahren abgebrochen, besonders spektakulär war die parallele Sprengung der Fördergerüste der Schächte 3 und 4 im Jahr 1972. Die Zechenmauer ist größtenteils erhalten.

## Heutiger Zustand
Von den ursprünglichen bergbautechnischen Gebäuden ist nur noch wenig erhalten. Die Schachtanlage 1/2 an der Horster Straße ist fast vollständig überbaut worden. Auf Schacht 3/4, in direkter Nachbarschaft der Abfahrt Essen/Gladbeck der Bundesautobahn 2, wurde der Gewerbepark Brauck errichtet. Ein Teil des Eingangsbereichs (heute genutzt durch einen metallverarbeitenden Betrieb und eine Werbeagentur), ein Kauengebäude sowie die Bergehalde sind erhalten.